# Tifoseria dell'Unione Sportiva Salernitana 1919

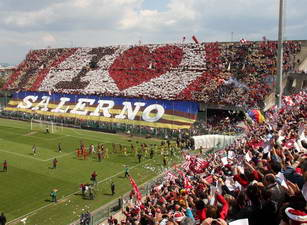
Coreografia del 27 aprile 2008 in Salernitana-

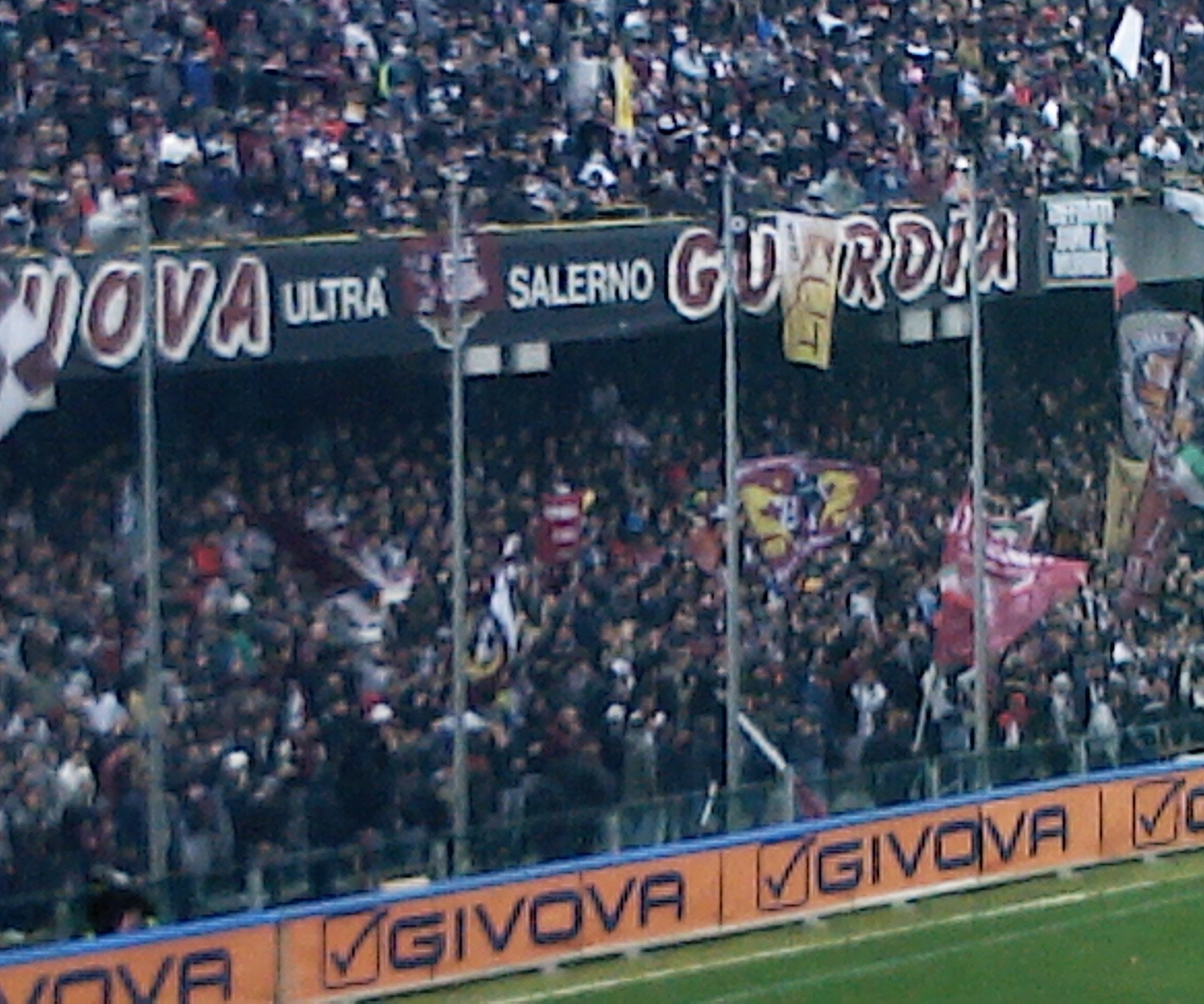
La Curva Sud Siberiano per Salernitana-Benevento nel 2015

Nella presente pagina sono riportate informazioni sui tifosi dell'Unione Sportiva Salernitana 1919, società calcistica italiana con sede a Salerno.

## Contesto
La tifoseria dell'Unione Sportiva Salernitana 1919 sostiene in modo organizzato la propria squadra a partire dal 1977; i gruppi ultras attivi nella "Curva Sud Siberiano" dello Stadio Arechi sono: Centro Storico 03, Nuova Guardia, Nucleo Storico, UMS (Ultras Movement Salerno), Prigionieri di una Fede, Rebel Skull, Teddy Boys, Igus, Casuals Vietri, Generazione Donato Vestuti, Salerno Che Passione, Torrionesi, Frangia Kaotika, Viking Guerrieri, Old Clan, Giffoni Granata, Mariconda, Colosseo Granata, Raito Granata, Paestum Ultras 1919, Costiera al Seguito, Brigata Sala Consilina, Bologna Granata, Milano Granata e Club Dal Presidente.

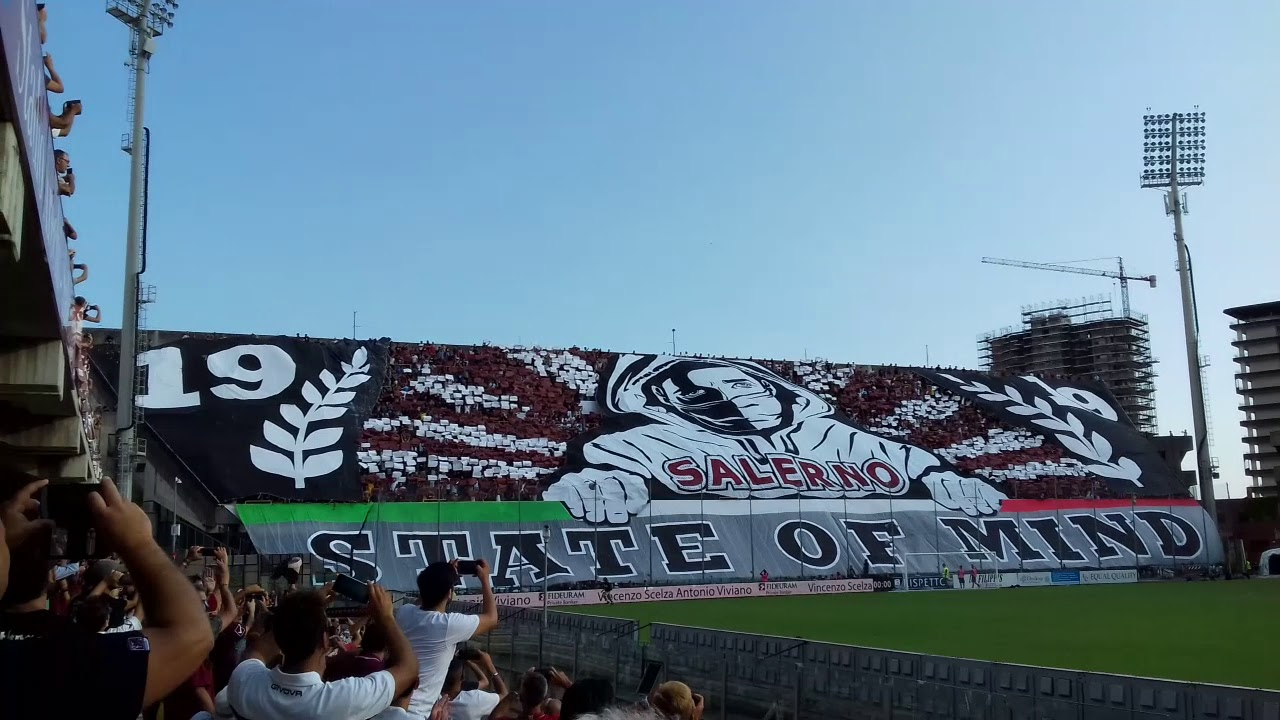
Coreografia in Salernitana - Palermo del 25 agosto 2018

Nell'agosto del 2014 si è sciolto il gruppo dei Fedelissimi. Nei distinti (lato Curva Nord) si collocano una serie di gruppi fuoriusciti dalla "Curva Sud Siberiano", tra cui i Salerno Ultras. Inoltre, nei distinti (lato Curva Sud), si colloca l’Associazione Di Padre In Figlio.
La Salernitana vanta una delle tifoserie più calorose dell'Italia meridionale. Negli anni novanta, in particolare, è stata una delle migliori tifoserie italiane per numeri, compattezza, tifo, coreografie. Dopo la morte di quattro tifosi nel tragico rogo del treno speciale di ritorno dalla trasferta di Piacenza, il 24 maggio 1999, che sancì la retrocessione della Salernitana in serie B, vari ultras hanno gradualmente deciso di abbandonare o ridimensionare il proprio impegno nel mondo del tifo granata.

Salernitana-Foggia 1987-88, la tifoseria ai tempi del "Vestuti"

Nonostante ciò, il seguito della Salernitana è stato sempre importante anche durante gli anni 2000. Interessanti secondo i dati relativi al campionato di Serie B 2008-2009 i granata hanno avuto una media di 11.441 sostenitori a partita, che è risultata seconda soltanto a quella del Bari in quell'anno vincitore del torneo e promosso in A (15.345), e superiore a quella del Siena (11.026), che in quella stagione (e in molte altre precedenti) ha militato in massima serie. Nonostante il deludente campionato della stagione successiva (2009-2010) in cui la squadra si è classificata ultima con 23 punti di distacco dalla penultima, la tifoseria granata ha fatto registrare in quell'anno una media di 6.199 spettatori a partita, classificandosi all'ottavo posto tra tutte le tifoserie della Serie B.
I tifosi della Salernitana, in occasione della finale playoff giocata all'Arechi contro il Verona, grazie alla loro presenza massiccia, hanno contribuito a battere il record di maggior numero di spettatori in una partita di Lega Pro Prima Divisione 2010-2011 (25.073 spett.).
Interessanti appaiono anche i dati relativi alla stagione 2011-2012, con la prima gara della storia disputata dalla squadra della nuova società sorta in seguito al terzo fallimento della Salernitana, e l'Internapoli valevole per il primo turno di Coppa Italia Serie D: si registrarono circa 4000 spettatori, un numero elevatissimo, raramente raggiunto in altre occasioni tra squadre dilettantistiche, e non raggiunto nemmeno in alcune gare di Coppa Italia della Lega Serie A. Nella stessa stagione la media spettatori del Salerno Calcio (nome adottato provvisoriamente per ragioni legali) si è assestata sulle 3928 unità, una media considerevole per la storia della categoria disputata, considerando anche che in Serie B, con tali numeri, il Salerno sarebbe posto, dodicesimo, a metà classifica, davanti al Varese (3.640 spett.) e dietro al Brescia (4.406). Nel corso del 2014-2015 la Curva Sud Siberiano, cuore del tifo salernitano, viene eletta come la curva più bella della terza serie nazionale tramite un sondaggio del canale web ufficiale della Lega Pro.

## Spettatori
La tifoseria granata contribuisce ad una percentuale di riempimento dello Stadio Arechi, durante le gare casalinghe della Salernitana, pari al 67,13% nella stagione 2023-2024. La migliore media di pubblico stagionale per la squadra, in campionato, fu registrata nell'annata 1998-1999, stagione in cui la Salernitana ritornò in Serie A 50 anni dopo la prima e fino ad allora unica partecipazione, quando vi fu una presenza media di 33 404 spettatori per gara. I tifosi campani hanno fatto segnare il miglior risultato di abbonamenti stagionali in campionato per il club, acquistando 27 671 tessere, sempre nella stessa stagione.

## Tifoseria organizzata

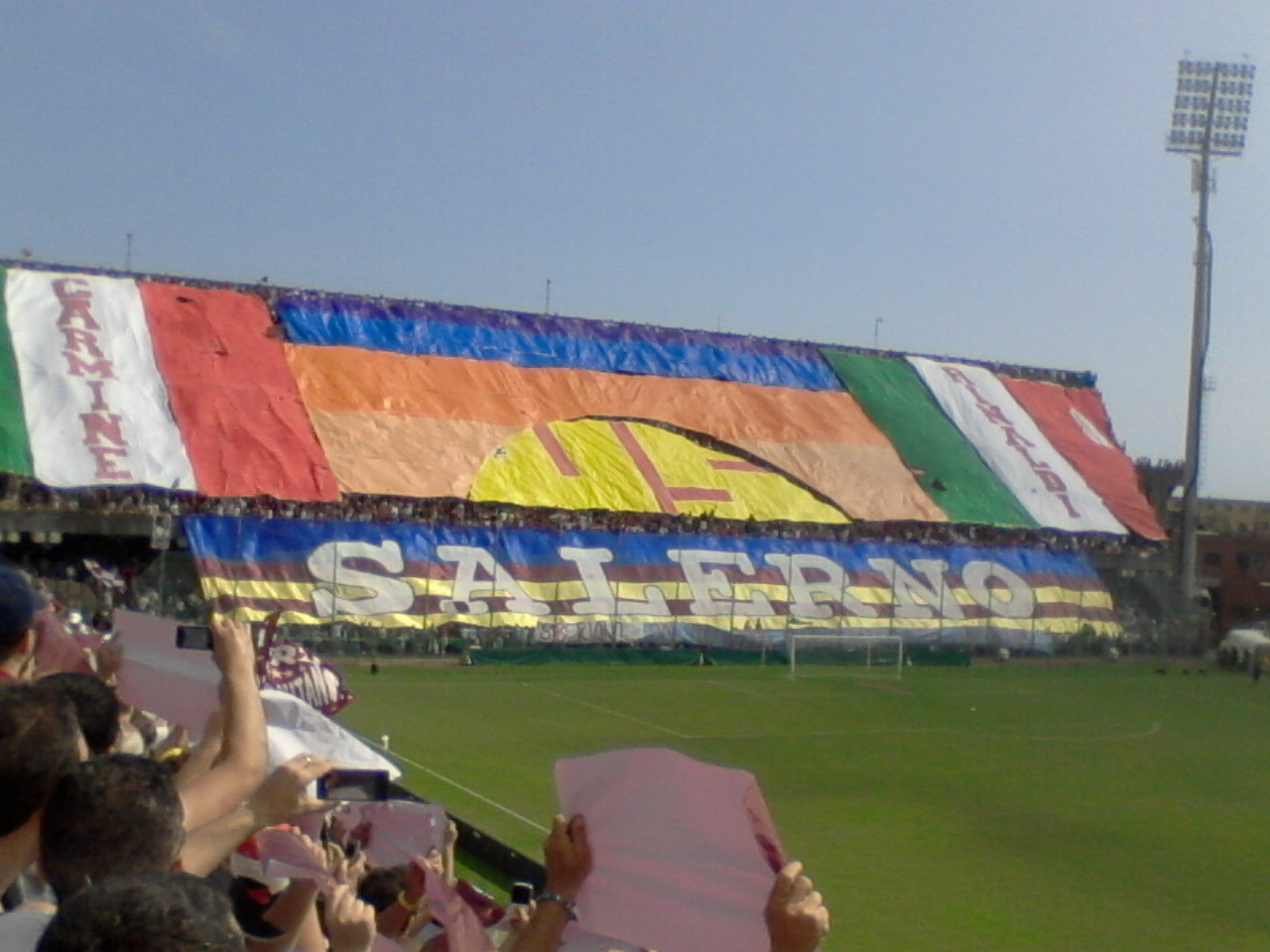
Coreografia Curva Sud della Salernitana nello Stadio Arechi dedicata al capo ultrà Carmine Rinaldi, scomparso due anni prima, in occasione della gara Salernitana-Alessandria, semifinale Play-off di Lega Pro Prima Divisione del 29 maggio 2011

È dal 1977 che la Salernitana viene attivamente sostenuta dai propri tifosi provenienti dal capoluogo e dalla provincia, perché è a partire da quell'anno che gruppi di ragazzi che si ritrovavano nel Bar Nettuno e nel Bar Reale decidono di mobilitare il pubblico con cori da stadio e striscioni per incitare in modo compatto la propria squadra cittadina.
Nasce così il gruppo Panthers '77, il primo nucleo ultras di Salerno, che nel 1982 si fonde con altri gruppi organizzati (Ultrà, Warriors, Fedayn e Fighters) formando la Granata South Force (GSF).
Con la GSF la Curva Sud dello stadio Vestuti vive uno dei suoi momenti di massimo splendore, incitando attivamente la squadra. È in questi anni che si concretizzano i gemellaggi con Bari e Reggina.
Alla penultima giornata di Serie C1 girone B 1989-90 nella trasferta di Brindisi che consente alla Salernitana il ritorno in B dopo 23 anni di assenza, lo stadio è quasi interamente granata.
Nel 1990, con la promozione in B e il passaggio dal Vestuti allo stadio Arechi, il tifo granata si arricchisce di tanti altri gruppi organizzati. Il club granata Giuseppe Plaitano si ingrandisce divenendo Ultras Plaitano, secondo gruppo guida della Curva Sud, accanto alla GSF. Nel 1990 nasce anche la Nuova Guardia (NG), gruppo ultras del quartiere Pastena.
Altri gruppi importanti sono i Viking Guerrieri e il disciolto East Side. La East Side è il primo gruppo granata a realizzare materiale molto curato e il primo a portare bandiere a due aste, diventando soprattutto nell'anno della seconda promozione in A (1998) uno dei movimenti ultras più rispettati nel panorama italiano.
L'anno della seconda promozione in A è ricordato non soltanto per le belle prestazioni contro le più blasonate squadre della serie A nonostante la Salernitana fosse una neopromossa, ma anche perché arrivano pesanti diffide sui gruppi ultras salernitani, e soprattutto perché il treno che riportava a casa i tifosi granata da Piacenza per l'ultima di campionato è fatale per quattro ragazzi morti nel rogo del vagone n. 5. Qui avviene la svolta della curva, profondamente segnata dal lutto: molti ragazzi abbandonano i gruppi, e molti di questi gruppi si sciolgono.
Oggi nella Curva Sud Siberiano, intitolata allo storico capo ultras della GSF morto prematuramente, convivono il Direttivo "Salerno" e il Direttivo "Ultras". Il tifo più caldo si sviluppa prevalentemente nel settore inferiore della curva. 

### Personaggi di spicco del tifo salernitano
Carmine Rinaldi detto 'O Siberiano (morto il 12 aprile 2010), Francesco Rocco detto Ciccio e Raffaele Russo, detto Rafele 'o Viking sono stati i più carismatici leader della tifoseria della Salernitana, nel corso degli anni ottanta, novanta e prima metà degli anni duemila. Rinaldi e Rocco erano a capo della GSF Granata South Force, il gruppo principale della Curva Sud, mentre Raffaele Russo guidava gli Ultras Plaitano. Dell'attività di questi capi ultrà restano numerosi ricordi, tra cori, coreografie, contestazioni alle dirigenze susseguite negli anni e risse: episodi succedutisi nel corso degli anni in cui hanno preso parte al movimento ultrà.
Dal 2012 Raffaele Russo 'O Viking si presenta nuovamente in Curva Sud dopo tanti anni di assenze, cominciate nel 2005 in seguito al fallimento della storica società della Salernitana Sport. Nel 2012 Raffaele 'O Viking fonda un suo gruppo ultras autonomo, la "Frangia Kaotika".

## Gemellaggi e rivalità

### Gemellaggio con la tifoseria del Bari
Il gemellaggio con i tifosi del Bari nasce ufficialmente il 25 settembre 1983, quando il match giocato a Bari terminò 1-1 e molti sostenitori della Salernitana erano fianco a fianco a quelli baresi nel settore Curva Nord. Il gemellaggio dura ormai da più di quarant'anni, e in molte occasioni di confronto tra le due squadre, i sostenitori di entrambe le formazioni hanno dimostrato ammirazione, stima e amicizia reciproca anche attraverso cori, striscioni e coreografie.

### Gemellaggio con la tifoseria della Reggina
Il gemellaggio con i tifosi della Reggina nasce nella stagione 1986-87, dopo che nei precedenti confronti si erano registrati scontri molto duri tra le diverse fazioni. Nella stagione successiva, allo stadio Vestuti, il gemellaggio fu definitivamente ufficializzato con una significativa coreografia della Curva Sud.

### Gemellaggio con la tifoseria del Brescia
La forte amicizia con i tifosi del Brescia risale a fine anni 90. Nel 1997 nella sfida giocata a Salerno tra Salernitana e Brescia, ci fu la morte di un tifoso bresciano, Roberto Bani, che in seguito ad una spinta batté la testa sui gradoni della tribuna dello Stadio Arechi. In quella circostanza il sostegno e l'affetto dimostrato dai salernitani nei confronti della famiglia del ragazzo furono molto apprezzati dai bresciani, e da allora nacque un rapporto molto amichevole, quasi un gemellaggio.

### Amicizie
La tifoseria granata gode di molte amicizie tra cui:
- Roma
- Spezia
- Ascoli
- Ravenna
- Latina
- Barletta
- Fidelis Andria
- Matera
- Venezia
- Monopoli
- Ebolitana
- Liverpool
- Schalke 04
- Olympique Marsiglia
- Petrolul Ploiești

### Rispetto reciproco
In Campania vi sono rapporti di rispetto reciproco con: 
- Benevento [15][16]
- Aversa Normanna [17][18]
- Sarnese[19]

### Rivalità più accese

#### I derby più sentiti
La Salernitana, nel corso della sua storia, si è confrontata più volte con le squadre della sua stessa regione, ma i derby più "sentiti" da parte della tifoseria granata sono quelli con Cavese, Nocerina, Avellino e Napoli.

#### Salernitana vs Cavese

La Curva Sud in occasione di un Salernitana-Cavese negli anni Ottanta

I cugini di Cava de' Tirreni sono definiti "i rivali di sempre", non solo perché Cava si trova a pochi chilometri dal capoluogo, ma anche perché entrambe le squadre sono nate nel 1919 e hanno iniziato a sfidarsi proprio a partire da quell'anno. Nel corso della loro storia si sono affrontate numerose volte, inizialmente in partite amichevoli, poi in Prima Divisione (negli anni venti), e in seguito in Serie C. Gli ultimi due derby risalgono alla stagione 2006-2007. Tra gli episodi più significativi di "lotta fratricida" tra le due compagini c'è da segnalare una partita di Prima Divisione 1923-1924 nel Girone Campano. In quella occasione prima della gara, giocata a Salerno, i tifosi locali dell'allora "Salernitanaudax" portarono a spalla una cassa da morto dipinta di blu per prendere in giro i tifosi cavesi, spregiativamente definiti "cavaiuoli". Però la Cavese vincerà per via del gol di Tavella, e subito dopo la rete i tifosi ospiti intonano cori davvero molto offensivi nei confronti dei salernitani, al punto che al portiere della Salernitanaudax, Finizio, saltano i nervi e aiuterà i tifosi di Salerno a prendere a pugni i giocatori della Cavese. Finizio, dopo l'accaduto, non riceverà alcuna squalifica: del resto di episodi del genere in quel periodo erano frequenti anche in tante altre occasioni. La sfida tra Salernitana e Cavese era "sentita" non solo dai tifosi, ma anche dagli stessi dirigenti. Non a caso la Salernitanaudax, dopo la partita a Salerno, contattò la dirigenza cavese per disputare una terza partita, amichevole, perché la sconfitta contro i rivali era davvero dura da sopportare. Tuttavia non se ne fece nulla, e per assistere ad un nuovo derby aspettarono la stagione successiva. Al giorno d'oggi la rivalità è sentita ma i due club non si sfidano da anni.

#### Salernitana vs Napoli

La Curva Sud della Salernitana nello Stadio Donato Vestuti in occasione della gara Salernitana-Napoli, il derby di Coppa Italia nel 1982

Una delle rivalità più sentite dei supporters granata è con i partenopei. L'inimicizia con il Napoli è sorta quando sia il Napoli che la Salernitana militavano insieme in Serie B. Tuttavia qualche anno prima durante la finale play off contro la Juve Stabia disputata sul neutro del  San Paolo di Napoli i tifosi azzurri  presero parte al tifo stabiese: da lì si ebbe la prima scintilla che accese il fuoco di rivalità che si era da tempo congelata negli anni ottanta: si sono infatti registrati anche decenni fa scontri tra napoletani e salernitani, quando le due squadre negli anni quaranta giocavano nelle stesse categorie. Inoltre anche negli anni ottanta in Coppa Italia si sono verificati episodi di estrema violenza tra le tifoserie.
Tra gli episodi di rivalità più significativi c'è da segnalare quello che è accaduto durante una gara giocata nel 1945 durante il Campionato della Campania nell'Italia liberata: al 35' minuto, con il risultato fermo sull'1-1, l'arbitro della partita, Stampacchia, assegna un rigore al Napoli; i tifosi della Salernitana s'infuriano e vengono placati dalle forze dell'ordine. Il rigore, tirato da Mazzetti, si infrange sul palo. Si verificano incidenti durante la gara e a fine partita tra tifosi e tra giocatori e il campo di Salerno (all'epoca lo Stadio Vestuti) verrà squalificato a tempo indeterminato.

#### Salernitana vs Avellino
Salernitana e Avellino si sono affrontate per la prima volta nei campionati di Serie C degli anni cinquanta, sessanta e settanta, per poi fronteggiarsi in Serie B negli anni novanta. La rivalità con gli avellinesi è molto sentita e anch'essa è sfociata tantissime volte in episodi di estrema violenza tra gruppi ultras delle rispettive tifoserie.
Negli anni novanta, sfottò sugli spalti e incidenti fuori dallo stadio hanno caratterizzato la rivalità tra salernitani e avellinesi durante il periodo in cui entrambe le squadre giocavano in Serie B. Ad una trasferta di Avellino è inoltre legato uno striscione storico che recita: "Che l'Italia lo sappia, Breda al 76º": questo striscione è stato portato al seguito per diverso tempo in ogni stadio d'Italia in cui la Salernitana ha giocato, per celebrare il gol del capitano Roberto Breda, che consentì ai granata di vincere per la prima volta in casa degli irpini.

#### Salernitana vs Nocerina
La Nocerina è un'altra squadra campana con cui i sostenitori granata hanno pessimi rapporti. I motivi dell'inimicizia derivano, tra le altre cose, da questioni campanilistiche, vista la breve distanza che separa Salerno da Nocera Inferiore: appena 15 km. La rivalità è vecchia di decenni, ed in passato le squadre si sono affrontate spesso. Inoltre, durante il derby Salernitana-Napoli del 2002-03 i molossi, pur appartenendo alla provincia di Salerno, presero parte al tifo partenopeo. Le due opposte fazioni nel corso della loro storia hanno visto tantissime volte le loro rispettive squadre a confronto, specie nei tornei di Serie C e Serie C1. Di rilievo internazionale nazionale fu il clamoroso episodio relativo al campionato 2013-2014 (definito giornalisticamente derby farsa e derby della vergogna): infatti i tifosi nocerini, ai quali era stato fatto divieto di assistere alla gara in trasferta contro la Salernitana, minacciarono i calciatori della propria squadra affinché non giocassero; questi ultimi, una volta effettuate tutte assieme le tre sostituzioni, inscenarono dei finti infortuni fino a costringere l'arbitro a sospendere la gara per insufficiente numero di giocatori nocerini. Nel corso del prosieguo di quella stagione, ai molossi fu fatto divieto di proseguire il campionato (la società venne radiata), e a tecnici, dirigenti e calciatori vennero inflitte severe sanzioni.

### Altre rivalità regionali
- Casertana: rivalità inaspritasi ben prima del fenomeno ultras e rimasta viva per tutti gli anni di permanenza della Bersagliera nella C1 (approssimativamente dal 1959 al 1993), il culmine dell'odio sportivo arriva nella sfida promozione nella stagione 1989-1990, e nelle sfide della stagione 1992-1993. Le ultime partite giocate fra le 2 compagini risalgono alla stagione 2014-2015 (1-0 per i rossoblù al Pinto e 1-1 all'Arechi).
- Juve Stabia: astio che raggiunse l'apice nella finale playoff 1993-1994 che sancì la salita dei granata in Serie B.
- Paganese (reduce da un vecchio gemellaggio tra le due tifoserie, interrotto nel 2010 a causa di violenti scontri durante la partita Salernitana - Paganese disputata allo Stadio Arechi di Salerno)
- Turris (in passato erano gemellate)
- Ischia

### Rivalità fuori regione
Al di fuori della Campania, la Salernitana annovera tra le proprie acerrime rivali le tifoserie di:
- Verona: oltre ad essere una classica ostilità degli ultras degli scaligeri verso i meridionali, si è acuita in occasione della doppia finale dei play-off di Lega Pro Prima Divisione 2010-2011, vinta dai gialloblù per 2-1 (2-0 all'andata al Bentegodi, 1-0 granata al ritorno dell'Arechi) e consentì a questi il ritorno in Serie B dopo quattro stagioni. I confronti più recenti si sono disputati in Serie A dal 2021 al 2024 e vedono 3 vittorie granata, due gialloblu e un pareggio; l'ultimo, disputato il 20 maggio 2024, fu vinto proprio dagli scaligeri (1-2) che conquistarono la salvezza aritmetica con un turno d'anticipo sulla bersagliera, già ultima e retrocessa. A ciò si aggiunge l'astio dei Mastini contro Bari, Ascoli, Venezia e Brescia.
- Taranto: rivalità accresciuta durante i ventitré anni in cui la Salernitana ha ininterrottamente militato nel terzo livello nazionale, data anche la frequenza con cui si sono affrontate le due squadre, oltre al fatto che i granata sono gemellati con il Bari. Gravissimi scontri durante Salernitana - Taranto giocata allo stadio Vestuti durante la stagione 1982/1983.
- Messina: visto che gli ultras di Salerno sono gemellati con i rivali storici dei messinesi: i supporter della Reggina e per la forte amicizia con gli avellinesi
- Perugia: con i cui tifosi un tempo c'era un forte gemellaggio poi sciolto a seguito della semifinale di andata della Coppa Italia Serie C 1993-1994, conclusasi 2-2 ma viziata, secondo i supporter granata, da una serie di favori arbitrali a favore degli umbri, già condannati l'anno precedente per illecito sportivo a seguito del Caso Siracusa-Perugia.
- Foggia: per via del gemellaggio dei supporter granata con il Bari.
- Lecce: rivalità sentita da entrambe le parti. Da una parte per il gemellaggio della tifoseria granata con i baresi, dall'altra per l'amicizia dei leccesi con i cugini cavesi.
- Inter: per via del fatto che i milanesi sono gemellati con i rivali storici della Lazio.
- Fiorentina: per via degli scontri tra le due tifoserie, durante il ritorno di Coppa UEFA nel 1998 tra Fiorentina e Grassopher giocata a Salerno, venne lanciata una bomba carta che ferì il quarto uomo da parte della tifoseria granata, con ciò il club toscano dovette abbandonare il torneo perdendo a tavolino 3-0, da quella partita i fiorentini provano un forte disprezzo nei confronti dei salernitani.
- Soccer Trani: a causa del gemellaggio granata con i rivali storici della Fidelis Andria.
- Ternana: per via del vecchio, ma poi interrotto, gemellaggio dei salernitani con i rivali perugini e per l'ancora presente gemellaggio degli umbri con la Casertana.
- Genoa: a causa del vecchio gemellaggio con i rivali del Napoli.
- Padova: rivalità minore, però causato dall'amicizia dei salernitani con i rivali del Venezia.
- Brindisi: rivalità minore ma causata dal gemellaggio granata con i rivali del Barletta.
- Atalanta: per il gemellaggio dei granata con i bresciani e l'amicizia con i tifosi della Cavese.
- Catania: anch'essa contraddistinta per il gemellaggio con i baresi e i catanesi gemellati con i napoletani.
- Crotone: a causa del gemellaggio dei granata con i Reggini
- Palermo: per via del gemellaggio palermitano con i leccesi e foggiani, grandi rivali del Bari.
- Cosenza: una delle rivalità più accese della torcida granata, il top della tensione tra le due fazioni si registrò nel 1991. In quell’occasione si giocava lo spareggio salvezza per la B sul neutro di Pescara. Con un gol del compianto Gigi Marulla i rossoblù ebbero la meglio e condannarono i granata all’immediato ritorno in terza serie. Un dispiacere forte per i sostenitori del Cavalluccio che da allora hanno considerato i cosentini come grandi rivali, causato anche per il gemellaggio dei granata con i reggini e per il gemellaggio dei rossoblù con i casertani.
- Lazio: dovuta alla stima reciproca tra granata e romanisti, oltre all'amicizia dei biancocelesti con i tifosi del Verona.
- Cagliari: negli anni 90 ci furono tafferugli da entrambe le tifoserie tra cui lanci di sassi nella partita Salernitana-Cagliari del 98/99 in massima serie. Oggi la rivalità con i sardi è scemata.
- Frosinone: per via dell'amicizia dei salernitani con i rivali latinensi e del gemellaggio dei frusinati con i rivali avellinesi.
- Potenza: a causa dell'amicizia dei granata con i cugini rivali del Matera.
- Ancona: rivalità scontri in campo al Del Conero nella stagione 95/96, causata anche dall'amicizia dei salernitani con i rivali dell'Ascoli.
- Pescara: rivalità molto sentita dalla torcida granata, furibondi scontri in campo e sugli spalti in Pescara-Salernitana 95/96. Le due tifoserie sono rivali dai primi anni ‘80 e ancora oggi la rivalità si fa sentire.
- Acireale: la rivaltá è nata quando entrambe le squadre militavano in Serie B. Quando l'Acireale affrontò il Pisa allo Stadio Arechi di Salerno, gli acesi furono mal accolti dai salernitani, che simpatizzavano per il Pisa.
- Pisa